# Adolf Fick
Adolf Eugen Fick (3 de septiembre de 1829 en Kassel, Alemania - 21 de agosto de 1901 en Blankenberge, Bélgica) fue un médico y fisiólogo alemán.
En 1855 derivó unas leyes de difusión, que se refieren a la difusión y ósmosis de un gas a través de una membrana. En 1870 fue el primero en describir una técnica para medir el volumen de sangre bombeada por el corazón, a razón de ventrículo por minuto. 
Su ley de difusión es aplicada todavía en nuestros días, sobre todo en fisiología y física.

La velocidad de difusión a través de una membrana es directamente proporcional al gradiente de concentración de la sustancia a ambos lados de la misma e inversamente proporcional al grosor de la membrana.

## Obra
- Gesammelte Schriften. Stahel’sche Verlags-Anstalt, Würzburg 1903-1905